# Aéroport international de São Tomé
L'aéroport international de Sao Tomé (en portugais : Aeroporto Internacional de São Tomé) est le principal aéroport de Sao Tomé-et-Principe. 

## Situation
Il est situé à 5 kilomètres au nord-ouest de Sao Tomé, la capitale.
| \| 40 km1:1 346 000 \| São Tomé Principe |
| 40 km1:1 346 000                         |

## Statistiques
Pour des raisons techniques, il est temporairement impossible d'afficher le graphique qui aurait dû être présenté ici.

Voir la requête brute et les sources sur Wikidata.

## Compagnies et destinations
| Compagnies              | Destinations                              |
| ----------------------- | ----------------------------------------- |
| Africa's Connection STP | Principe                                  |
| CEIBA Intercontinental  | Libreville-Léon Mba, Malabo               |
| STP Airways             | Lisbonne-H. Delgado                       |
| TAAG Angola Airlines    | Luanda-Quatro de Fevereiro, Sal-A. Cabral |
| TAP Air Portugal        | Accra-Kotoka, Lisbonne-H. Delgado         |
| Afrijet                 | Accra-Kotoka                              |

Édité le 21/02/2020